# حديقة ماونت كولوسيوم الوطنية
ماونت كولوسيوم هي حديقة وطنية في ولاية كوينزلاند، أستراليا، 370 كم شمال غرب بريزبان.